# مشغله ذهنی
مشغله ذهنی (انگلیسی: Bees in His Bonnet) یک فیلم کمدی صامت کوتاه به کارگردانی گیلبرت پرت است که در سال ۱۹۱۸ منتشر شد و امروزه یک فیلم گمشده محسوب می‌شود.

## بازیگران
- هارولد لوید
- اسناب پالرد
- ببه دنیلز
- هلن گیلمور
- سمی بروکس
- لایج کانلی
- ویلیام بلیسدل
- باد جیمیسون
- نوآ یانگ
- چارلز استیونسون